# Antonio María Meléndrez
Antonio María Meléndrez Ceseña (Ensenada, Baja California; 24 de junio de 1830 - Ibidem; 28 de junio de 1855) fue un ranchero y militar mexicano que combatió la expedición de William Walker a Baja California y Sonora. Conocido por su conocimiento del terreno y sus habilidades de liderazgo, organizó una efectiva resistencia de guerrilla contra las fuerzas filibusteras. 

## Primeros años
Hijo de un veterano de la guerra de independencia de México, fue el cuarto de ocho hermanos y se crio en el valle de la Grulla (hoy Ejido Uruapan). La experiencia de colaborar en las labores agrícolas y de establecer vínculos estrechos con los pueblos originarios sentó las bases de su liderazgo futuro y su conocimiento del terreno. También ocupó un puesto como comandante de la Guardia Nacional Local hasta 1852.
Posteriormente se casó con María de los Ángeles Espinoza con quien tuvo una hija.

## Invasión filibustera

### Antecedentes
A mediados del siglo XIX, Estados Unidos experimentó un fuerte expansionismo territorial, sustentado en la Doctrina del destino manifiesto, que justificaba la expansión hacia el oeste. En este contexto, mercenarios estadounidenses, conocidos como filibusteros, organizaron expediciones militares para conquistar territorios en América Latina. Uno de los más célebres fue William Walker, quien en 1853 puso sus ojos en Baja California y Sonora, con la intención de establecer una nueva república y anexarla posteriormente a Estados Unidos.

Aprovechando la inestabilidad política de México, Walker desembarcó en Cabo San Lucas al mando de 45 hombres en noviembre de 1853. Tras capturar a los coroneles Rafael Espinosa y Juan Clímaco Rebolledo, se dirigió a Ensenada, donde estableció su cuartel general en el rancho Ensenada, al que denominó fuerte McKibbin.

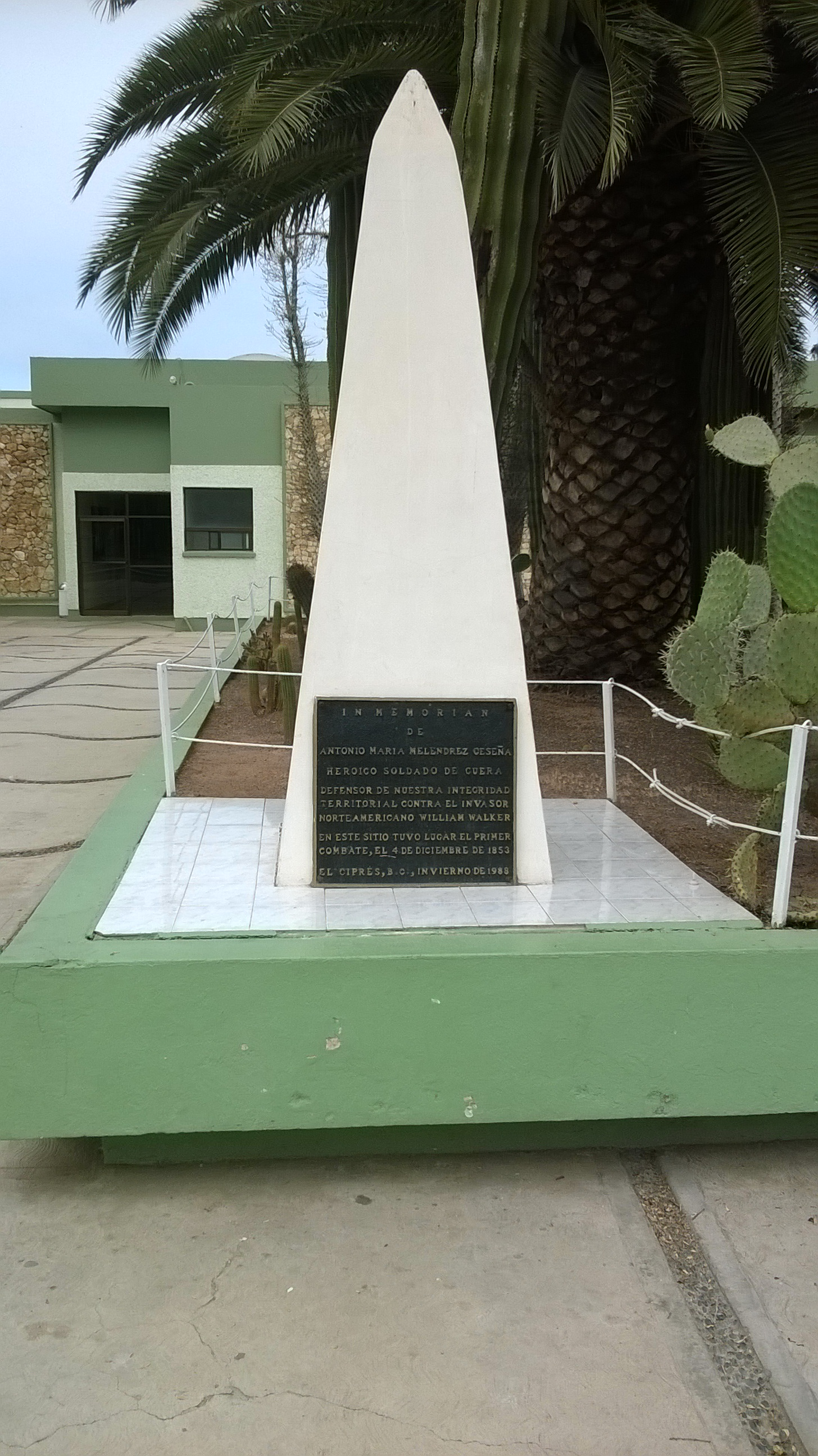
Obelisco erigido en el lugar en que sucedió la batalla del Ciprés donde participó Antonio Meléndrez

### Batalla del Ciprés
Meléndrez, anticipando un ataque filibustero, se dirigió a La Grulla, donde logró sorprender a una partida estadounidense. Tras una escaramuza en El Ciprés, Meléndrez dispersó a los filibusteros, infligiéndoles 2 bajas y capturando 2 prisioneros. Reforzado por el comandante militar de la región, el teniente coronel Francisco Javier del Castillo Negrete y sus 40 hombres, Meléndrez decidió sitiar el fuerte McKibbin. El sitio se mantuvo durante diez días, pero debido a la llegada de refuerzos filibusteros liderados por Henry Watkins, Walker logró derrotar a sus sitiadores y escapar del cautiverio.

### Expulsión de Walker
Tras sufrir bajas significativas, Walker solicitó refuerzos para consolidar su posición. Para enero de 1854, había aumentado sus fuerzas a aproximadamente 600 hombres, superando en número a las milicias mexicanas, lideradas por Meléndrez, que apenas superaban los 50 efectivos. Ante la creciente presión internacional, evidenciada por el envío del buque de guerra estadounidense Portsmouth para capturarlo, Walker decidió modificar su estrategia y avanzar hacia Sonora. En su avance, tomó el poblado de San Vicente. Sin embargo, la resistencia local y la falta de apoyo lo obligaron a continuar su marcha. Paralelamente, Castillo Negrete se retiró a San Diego, debilitando la defensa mexicana.
Al tener conocimiento del regreso de los filibusteros a finales de abril de 1854, Meléndrez, en coordinación con Juan Bandini, dueño del rancho Guadalupe, convocó a un grupo de voluntarios, liderados por Juan Mendoza. Este último, en una maniobra, despojó a los invasores de una gran parte de su ganado, debilitando significativamente sus provisiones. Mientras tanto, Meléndrez reunió a un contingente de 40 rancheros y 300 indígenas cucapah, kiliwas y paipai, con quienes planeó una emboscada. Cerca del rancho La Calentura, las fuerzas mexicanas atacaron por sorpresa a Walker y sus hombres. Ante la superioridad numérica y la pérdida de sus suministros, los filibusteros se vieron obligados a huir hacia el norte. Perseguidos por Meléndrez y un pequeño grupo de sus hombres, Walker y 33 de sus seguidores cruzaron la frontera hacia San Diego el 8 de mayo, donde se entregaron al capitán Henry Stanton Burton.

## Muerte
Tras la renuncia de Castillo Negrete, Antonio Meléndrez asumió de facto el liderazgo militar del Partido Norte en Baja California. Sin embargo, su liderazgo generó tensiones y descontento entre algunos sectores de la población. Acusado de despojar de tierras a rancheros locales para sostener a sus tropas y de mostrar deslealtad al gobierno de Santa Anna, Meléndrez se convirtió en un blanco de críticas y disputas políticas.

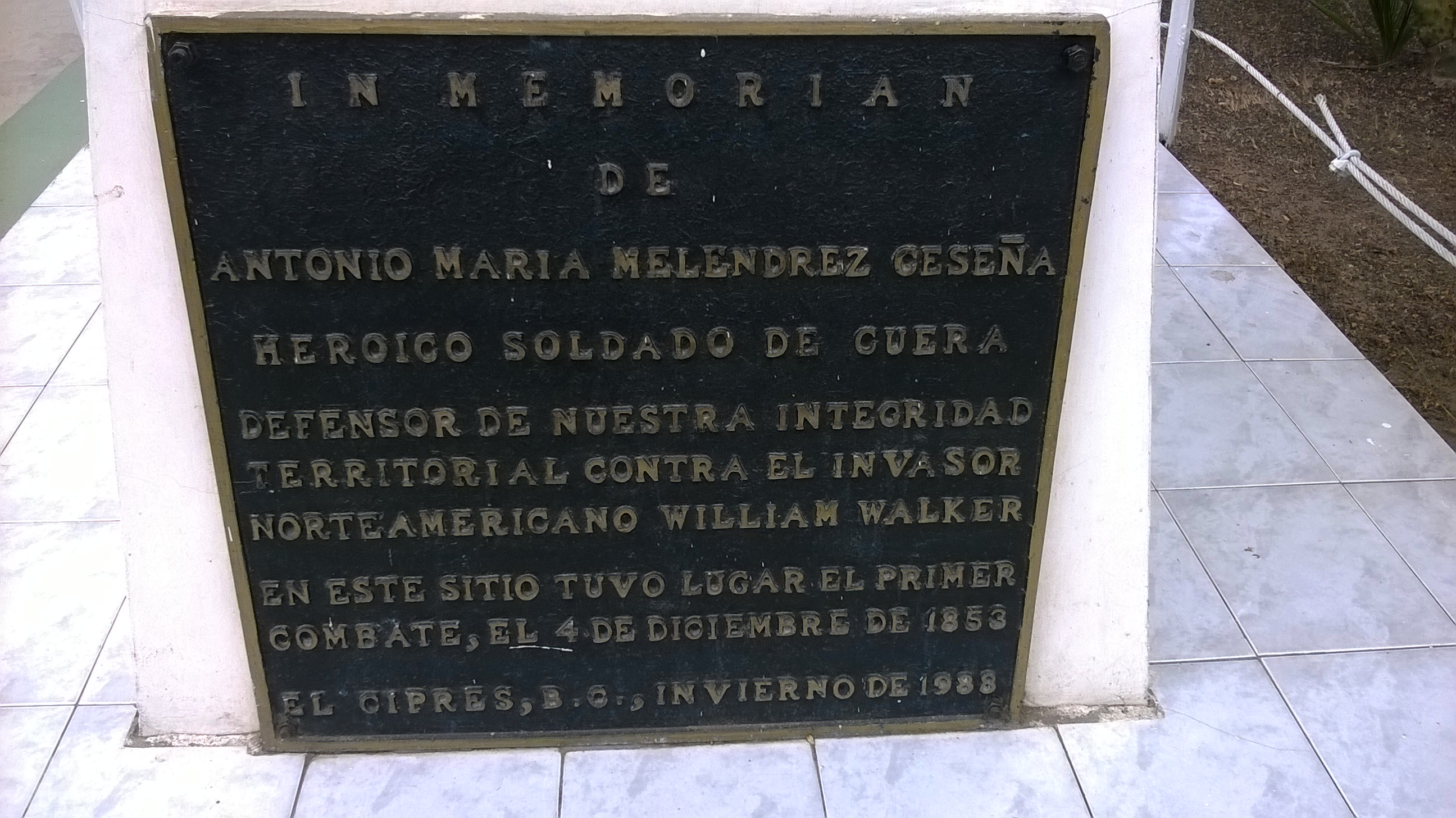
Detalle de la placa del obelisco erigido en el lugar en que sucedió la batalla del Ciprés donde participó Antonio Meléndrez

A mediados de marzo de 1854, el general José María Blancarte arribó a Cabo San Lucas al mando de un batallón de 600 hombres, enviados por Antonio López de Santa Anna para reforzar la defensa de Baja California ante las incursiones extranjeras. Tras la exitosa expulsión de William Walker, Blancarte se enfrentó a una serie de acusaciones en contra de Antonio Meléndrez, quien había comandado las fuerzas locales antes de Castillo Negrete. Se le imputaba, entre otros cargos, haber priorizado intereses personales sobre los del pueblo y de haber obstaculizado las operaciones militares. Ante estas denuncias, Blancarte ordenó al teniente José Fidel Pujol la detención de Meléndrez. Engañado con la promesa de un ascenso y un pago, Meléndrez se presentó en San Vicente, donde fue arrestado el 27 de junio de 1855. Al día siguiente, sin un juicio formal, fue sentenciado a muerte y ejecutado por orden directa de Blancarte.
Ante la presión popular y las evidencias presentadas a favor de Antonio Meléndrez, el general Blancarte se vio obligado a reabrir el juicio el 11 de diciembre de 1855. Tras escuchar los testimonios de once testigos, todos los cuales abogaron por la inocencia de Meléndrez, el tribunal dictaminó su absolución, reconociendo la injusticia cometida en su contra.